# Collada Nord (Everest)
La Collada Nord és un pas o coll de muntanya escarpat esculpit per glaceres i situat a la carena que connecta l'Everest amb el Changtse, al Tibet. Forma el capçal de la Glaçera de Rongbuk Est. També és conegut com a Chang La en tibetà i Beiao La en xinès.
La Collada nord es troba a la ruta habitual d'escalada de l'Everest a la cara nord. Just a sobre de la collada de situa el primer campament en altura, anomenat Camp I (anteriorment, rebia el nom de Camp IV).
A partir d'aquest punt, a uns 7.020 metres sobre el nivell del mar, els escaladors ascendeixen a través de l'aresta nord per assolir una sèrie de camps en altura situats a la cara nord.
La Collada nord fou escalada per primera vegada per George Mallory, Edward Oliver Wheeler i Guy Bullock el 23 de setembre de 1921, durant l'expedició de reconeixement britànica d'aquell any. La collada fou identificada per Wheeler una setmana abans de l'ascensió, mentre el grup buscava possibles rutes d'ascensió a la Muntanya. Aquella expedició també marcà la primera vegada que escaladors occidentals ascendien a l'Everest. Posteriorment, i fins als anys 30, tots els intents d'arribar al cim es van plantejar travessant aquest element.

## Vista vertical
Aquest mapa està invertit; el sud és a dalt i el nord avall. La Collada Nord té menor alçària que la Collada Sud, i és més allunyada del cim de l'Everest.

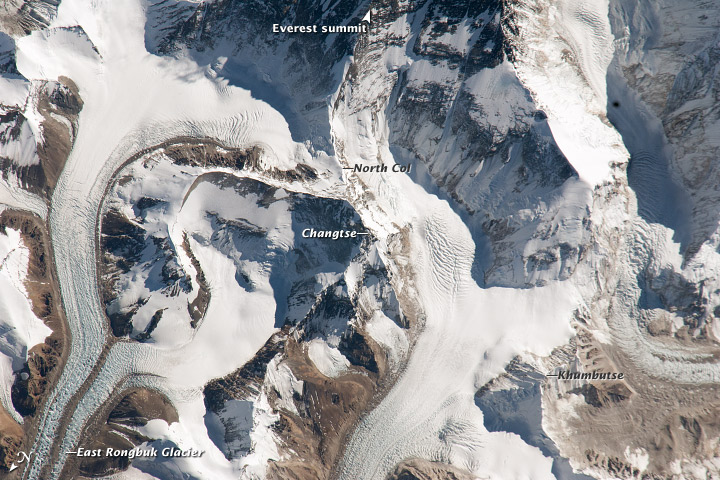
Collada Nord en lletres negres (North Col); Everest summit: Cim de l'Everest